# كونور كليفورد
كونور كليفورد (بالإنجليزية: Conor Clifford)‏ (1 أكتوبر 1991 بدبلن في جمهورية أيرلندا - ) هو لاعب كرة قدم أيرلندي في مركز الوسط. شارك مع منتخب جمهورية أيرلندا تحت 17 سنة لكرة القدم ومنتخب جمهورية أيرلندا تحت 20 سنة لكرة القدم ومنتخب جمهورية أيرلندا تحت 21 سنة لكرة القدم ومنتخب جمهورية أيرلندا لكرة القدم. أما مع النوادي، فقد لعب مع تشيلسي وليستر سيتي ونادي بارنت ونادي بورتسموث ونوتس كاونتي ويوفل تاون ونادي كرولي تاون ونادي بليموث أرجايل ونادي ساوثيند يونايتد.

## وصلات خارجية
- كونور كليفورد على موقع الاتحاد الأوربي (الإنجليزية)
- كونور كليفورد على موقع قاعدة بيانات كرة القدم.إي يو (الإنجليزية)
- كونور كليفورد على موقع Soccerbase.com (لاعب) (الإنجليزية)
- كونور كليفورد على موقع Soccerway.com (الإنجليزية)
- كونور كليفورد على موقع عالم كرة القدم.نت (الإنجليزية)
- كونور كليفورد على موقع AS.com (الإسبانية)